# Eugénio Peirera
Eugénio Peirera est un homme politique santoméen, vice-gouverneur de la Banque centrale en 2003. Il a été mis à pied durant le coup d'État du militaire Fernando Pereira qui s'est déroulé du 16 juillet au 23 juillet 2003.